# Ichthyscopus spinosus
Ichthyscopus spinosus är en fiskart som beskrevs av Mees, 1960. Ichthyscopus spinosus ingår i släktet Ichthyscopus och familjen Uranoscopidae. Inga underarter finns listade i Catalogue of Life.